# Thomas Tout
Thomas Frederick (28 septembre 1855 - 23 octobre 1929) est un historien britannique de la période médiévale. Il est l'un des fondateurs de l'Association historique en 1906.

## Jeunesse
Né à Londres, il est élève de la St Olave's Grammar School, alors encore à Southwark, diplômé du Balliol College, Oxford, et boursier de Pembroke, mais n'ayant pas obtenu de bourses permanentes à All Souls (1879) et à Lincoln, son premier poste universitaire est au St David's University College, Lampeter (maintenant l'Université du Pays de Galles, Lampeter), où son titre de poste est «Professeur d'anglais et de langues modernes».
Pendant son séjour à Lampeter, il commence sa prolifique production d'articles pour le Dictionary of National Biography notamment l'entrée sur le théologien Rowland Williams. Il apprend le gallois, écrit et donne des conférences sur l'histoire galloise et contribue à de nombreux articles gallois au DNG, dont certains sur des personnages modernes et médiévaux. Tout a également un talent pour l'écriture de manuels et il couvre non seulement l'histoire médiévale anglaise, mais est également capable d'offrir des vues concises du Moyen Âge sur le continent. Il semble que l'importance historique de l'inestimable collection Lampeter Tract, principalement rassemblée par des membres de la famille Bowdler et conservée dans la bibliothèque des fondateurs du collège, n'ait pas été pleinement reconnue à Lampeter jusqu'à l'arrivée de Tout au collège. Avec son ami Charles Firth, qui est examinateur externe à St David's pendant plusieurs années, Tout sauve la collection de la négligence, en faisant relire soixante-douze volumes, en réarrangeant le contenu de certains et en réunissant, par exemple, tous les journaux de la guerre civile et du Commonwealth dispersés dans la collection, en quatre volumes classés par ordre chronologique.

## Professeur d'histoire
En 1890, il quitte Lampeter et devient professeur d'histoire à l'Owens College de Manchester (un collège constituant de l'Université de Victoria), où il reste jusqu'en 1925 (cela devient l'Université de Manchester en 1903). En 1894, il ne réussit pas à obtenir la chaire à Glasgow. Il est, avec James Tait, l'une des deux figures de proue de la 'Manchester History School', et est surtout connu pour ses 6 volumes des Chapters in the Administrative History of Medieval England dont l'influence demeure et dure 40 ans. En se concentrant, grâce à une étude approfondie des dossiers administratifs de la Couronne, sur la façon dont les changements de méthode de gouvernement reflétaient les changements dans la nature du pouvoir et de la politique, l'ouvrage résiste à l'épreuve de l'histoire constitutionnelle du XIXe siècle et de l'accent sociopolitique du milieu du XXe siècle avec très peu de critiques fondamentales des méthodes et des conclusions de Tout. Il écrit aussi The Political History of England, 1216–1377 (1905) et The Place of the Reign of Edward II in English History (1914), comprenant les Ford Lectures à l'Université d'Oxford en 1913. Il publie une deuxième édition fortement révisée en 1926. Il est également prolifique en écrivant des articles courts et pointus sur la signification de documents particuliers qu'il a trouvés. Il est président de la Royal Historical Society de 1925 à 1929. Il est membre de la Chetham Society et membre du Conseil de 1907 à 1929.
De 1919 à 1921, il est le premier président de l'Organisation centrale des comités d'éducation militaire des universités et collèges universitaires, ce qui est maintenant le Conseil des comités d'éducation militaire des universités du Royaume-Uni (COMEC).
Tout introduit des recherches originales dans le programme de premier cycle, aboutissant à la production d'une thèse de fin d'année basée sur des sources primaires. L'allié de Tout, Charles Firth mène une âpre campagne pour persuader Oxford de suivre Manchester et d'introduire l'étude scientifique des sources dans le programme d'histoire, mais échoue, ainsi qu'à Cambridge. D'autres universités, cependant, suivent Tout, mais très lentement.
Tout est, par ailleurs, également considéré comme responsable de la nomination de la première femme universitaire à l'Université de Manchester. Alice Margaret Cooke rejoint son département en tant que chargée de cours en 1893.
Tout est activement impliqué dans la vie et le fonctionnement de l'Université de Manchester et de la bibliothèque John Rylands où il siège au conseil des gouverneurs, et ses papiers sont conservés à la bibliothèque John Rylands. Cherchant à élargir les matériaux de recherche historique disponibles à Manchester au profit des étudiants de son université, il planifie le développement ordonné de la bibliothèque de l'université et s'appuie sur les fondations de la bibliothèque d'Edward Augustus Freeman (acquise en 1890). En collaboration avec Henry Guppy, bibliothécaire de la bibliothèque John Rylands, des ressources d'archives pour l'Angleterre médiévale sont obtenues afin qu'elles puissent être étudiées sans se déplacer dans d'autres parties du pays. Il est moteur dans la création de la Manchester University Press, qui a une empreinte importante dans l'érudition médiévale et moderne.

## Vie privée
Il épouse Mary Johnstone et vit au 14 Mauldeth Road, à la frontière Fallowfield / Withington, puis déménage au 1 Oak Drive, Fallowfield. Lui et sa femme, Mary, déménagent vers le sud au 3 Oak Hill Park, Hampstead, peu de temps avant sa retraite officielle. Il est un fervent anglican et meurt en 1929. Leur fille Margaret [Sharpe] est également une historienne médiévale universitaire, basée à l'Université de Bristol.